# Sarrasins
Pour les articles homonymes, voir Sarrasin.

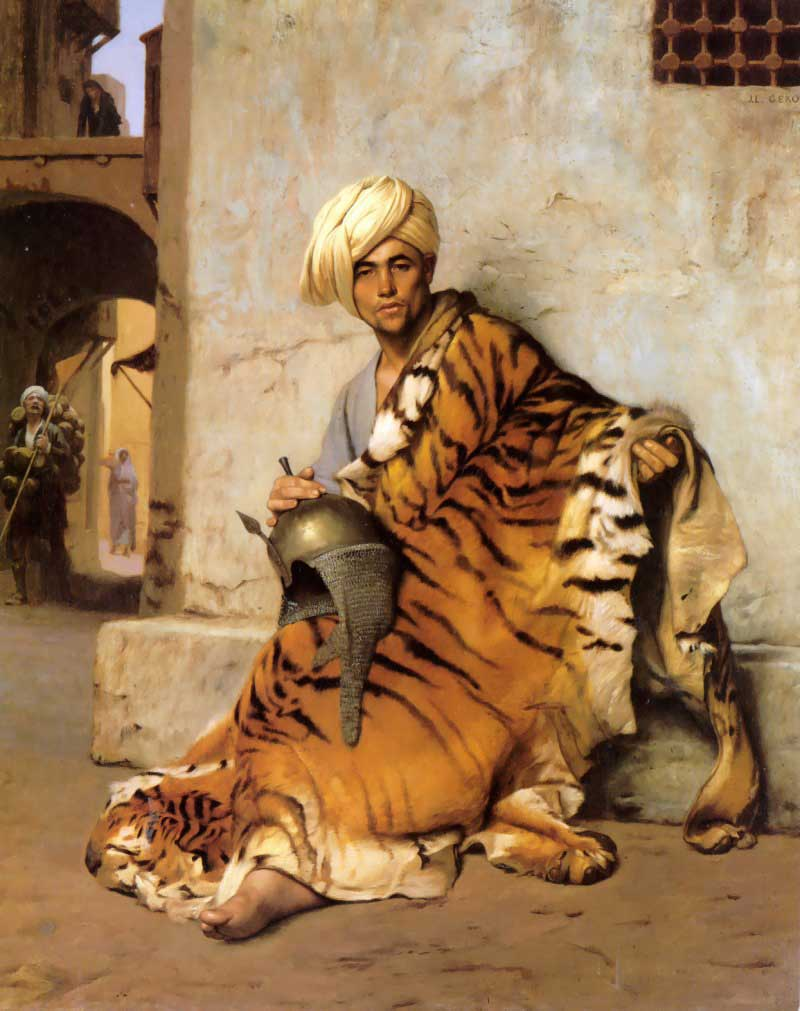
Un Maure représenté dans le Marchand de peaux (1869) de Jean-Léon Gérôme, peinture du mouvement orientaliste dont Gérôme est un illustre chef de file.

Sarrasins, Sarrazins ou Saracènes est l'un des noms donnés durant l'époque médiévale en Europe aux peuples de confession musulmane qui habitaient au-delà de la mer Méditerranée ou au-delà des Pyrénées. 
D'autres termes sont employés également comme « Maures », qui renvoie aux Berbères et peuples barbaresques de l’Afrique du Nord et du reste de la Méditerranée après la conquête musulmane. Le terme de « Sarrasin » est déjà employé dans La Chanson de Roland (1080 de notre ère), texte dans lequel il s'applique aux Basques. L'appellation Sarrasin englobe aussi d'autres peuples non chrétiens, comme les Saxons, les Slaves ou les Normands. 
Les mots « islam » et « musulmans » n'existaient pas en Occident médiéval. En français, « musulman » est mentionné pour la première fois en 1551 ; « islam » en 1697. Avant ces dates, on employait pour désigner la religion musulmane « loi de l'islam » ou « loi des Sarrasins ».

## Origine du terme «sarrasin»
En grec ancien Σαρακηνοί / Sarakēnoí (attesté depuis le VIe siècle apr. J.-C.) désigne « ceux vivant sous la tente », les bédouins nomades également connus comme Arabes « scénites » au IIe siècle apr. J.-C. à l’époque de Ptolémée. Le singulier Sarakēnos et le pluriel Sarakēnoí ont donné en bas latin Sarracenus et Sarraceni.
On retrouve le terme Saraceni chez les auteurs classiques latins des trois premiers siècles apr. J.-C. où il désignait une tribu arabe du Sinaï ou de la péninsule Arabique. Selon Philip Schaff, « Les écrivains grecs des premiers siècles le donnèrent aux Arabes bédouins d'Arabie orientale alors que d'autres l'utilisèrent pour désigner les Arabes de Syrie et de Palestine, d'autres pour les Berbères d'Afrique du Nord-Est. Le nom devint populaire durant la période des croisades. Consulter l'intéressant 15e chapitre de La chute et le déclin de l'empire Romain d’Edward Gibbon ».

Ces relations étymologiques étaient alors peu évidentes et les propos d’Isidore de Séville (VIIe siècle) montrent comment l'histoire biblique dominait la pensée avant la période moderne : 

« Les Sarrasins ainsi nommés soit parce qu’ils se prétendent descendants de Sara, soit, au dire des païens, parce qu’ils sont d’origine syrienne. Ils habitent un très vaste désert. On les appelle Ismaélites parce qu’ils sont issus d’Ismaël. Ou encore Cedar du nom d'un fils d’Ismaël. Ou encore Agaréniens d'après Agar. On les appelle à tort Sarrasins parce qu’ils se vantent de descendre de Sara. »

— Isidore de Séville, Étymologies, IX,2,57
 Contrairement à ce que certains[Qui ?] pourraient penser, Jean Damascène n'est pas à l'origine de ce récit. Dans son ouvrage Des Hérésies, le terme « Sarrasin » est à rapprocher de Sarah, et les Arabes sont les descendants d’Abraham par Agar ; or, celle-ci a été renvoyée « les mains vides » par Sarah (en grec, ek tês Sarras kenous) (Genèse 21,10-14).
Nous trouvons en réalité des traces de cette forme du récit sur le lien entre les Ismaélites et les Sarrasins dès le Ve siècle. Sozomène, historien ecclésiastique écrit : « C'est ici la tribu qui prit son origine et son nom d'Ismaël, le fils d'Abraham ; et les anciens les appelaient Ismaélites d'après leur progéniteur. Comme leur mère Agar était une esclave, pour cacher l'opprobre de leur origine, ils assumèrent par après le nom de Sarrasins comme s'ils descendaient de Sarah, la femme d'Abraham. Telle étant leur origine, ils pratiquent la circoncision comme les Juifs, se réfrènent d'utiliser le porc et observent de nombreux autres rites et coutumes Juives ». Théodoret de Cyr qualifie les Ismaélites de Sarrasins, utilisant le terme de manière interchangeable.
Pour Rufin d'Aquilée, auteur d'une histoire ecclésiastique, les Sarrasins étaient des maraudeurs barbares et dangereux, mais une de leurs reines Mauvia, se convertit au christianisme, montrant que tout espoir n'était pas perdu les concernant.
Le terme « Sarrasins » est utilisé dans la littérature historique ancienne pour désigner les califats omeyyade et abbasside. « Sarrasins » a été utilisé au Moyen Âge par les Occidentaux pour désigner toutes les tribus arabo-musulmanes.
Par rapprochement phonétique, le mot a pu aussi désigner les Circassiens présents dans quelques pays arabes et en Turquie : en Jordanie par exemple, la « garde circassienne » est la garde rapprochée du roi.

## Histoire avant le Moyen Âge
Nous apprenons divers éléments sur le peuple des Sarrasins avant le VIe siècle, entre autres grâce aux historiographes comme Socrate le Scolastique, Sozomène et Théodoret de Cyr.
Lorsque l'empereur Julien meurt en Perse, certains supposèrent qu'un Sarrasin en était l'auteur. Mais de manière plus intéressante, nous noterons en particulier le fait que sous l'empereur Valens, les Sarrasins étaient dirigés par une reine veuve, Mavia. À cette époque, les Sarrasins bataillent dans les régions orientales de l'empire romain. La reine mit, comme condition à la paix, l'obtention du moine Moïse (Sarrasin d'origine) en tant qu'évêque chrétien pour son peuple,.
Les Sarrasins, employés comme auxiliaires, aidèrent également à repousser les attaques des Goths qui, après avoir envahit la Thrace, avancèrent jusqu'aux portes de Constantinople (aux environs de la mort de l'empereur Valens),.

## Le barbare de l’Empire carolingien

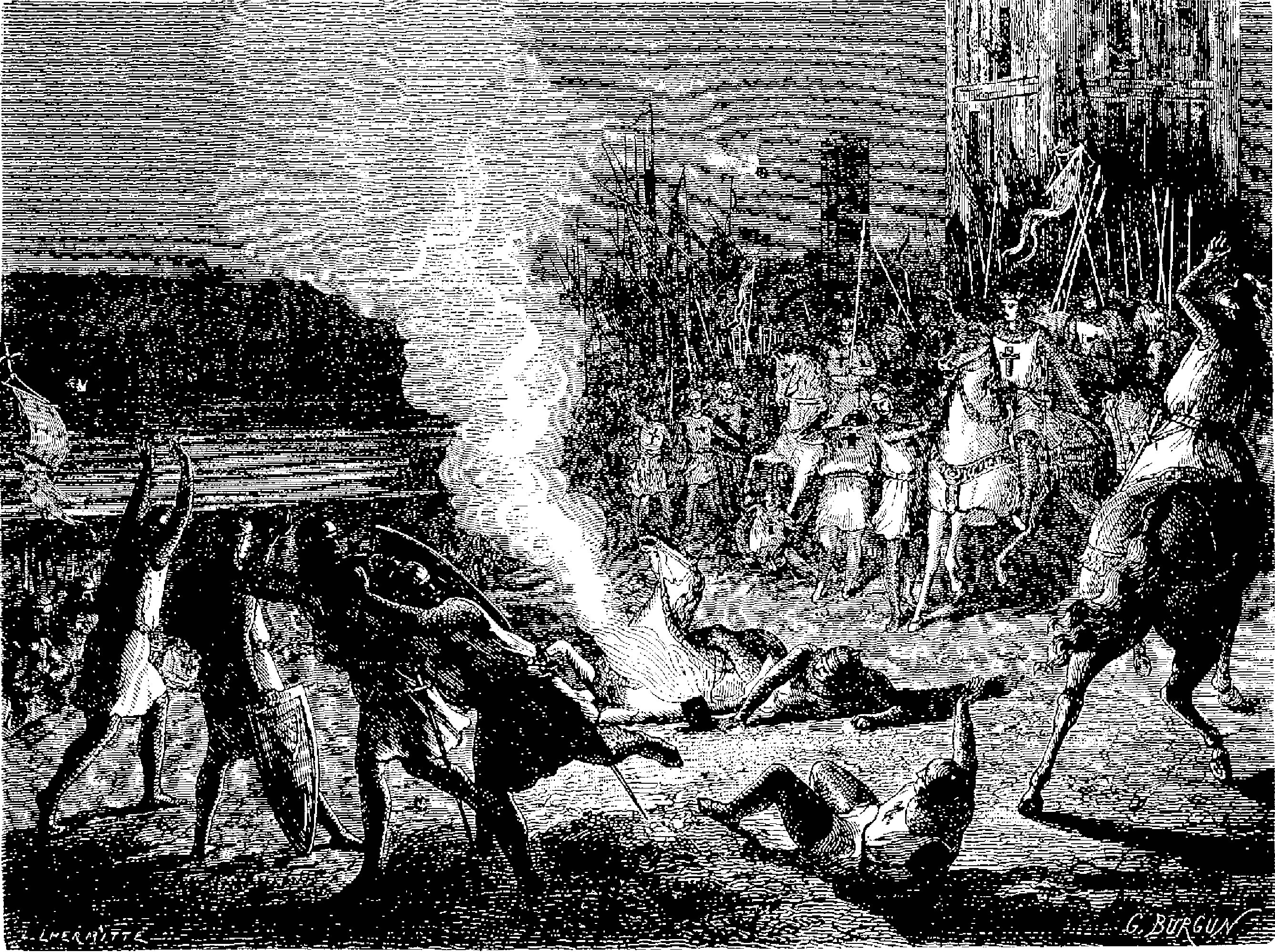
Les Sarrasins lançant le feu grégeois.

Les Sarrasins, par leur surgissement soudain sur les terres méridionales des royaumes francs, ont marqué par leur exotisme les guerriers de l’Empire carolingien.
Dans un premier temps, ce terme imprécis correspond, dans le contexte des batailles menées par les Carolingiens, à leurs ennemis non-chrétiens auxquels ils sont confrontés dans le sud du royaume puis de l'Empire franc, que ce soient :
- les Maures d’al-Andalūs sans distinction (la séparation entre moros et sarracenos présente dans les chroniques mozarabes n’est plus faite) ;
- les émirs Fatimides de Sicile dans la seconde moitié du Xe siècle, comme Abu al-Qasim ;
- les peuples des montagnes pyrénéennes qui ne sont pas encore appelés basques (l’historiographie française assimilera rétrospectivement le terme de Sarrasins aux tribus assaillant Roland dans la chanson de geste) ;
- ou encore les populations païennes reculées d’Arpitanie, longtemps rétives à la christianisation[10] ;
  - Autre forme semblable : Le paganisme dans les Alpes orientales, persistance de la Rhétie antique et des formes de croyances locales.
- enfin, tous les ennemis non-chrétiens des Francs (Arabes, Saxons, Slaves, Normands)[1]. Ainsi, dans Ségurant ou le chevalier au dragon, lors de la bataille de la Roche-aux-Saxons, ceux-ci sont appelés Sesnes et Sarrasins[11] et, dans un autre épisode, invoquent Mahomet[12].

Ultérieurement, le terme de « Sarrasin » finit par ne désigner que l’ennemi musulman des Croisades et de l’Occident chrétien, que ce soit en « Terre sainte » ou dans les Marches taillées au détriment d’Al-Andalus (Marche d'Espagne). La quatrième croisade détournée contre les chrétiens orthodoxes, celle menée contre les chrétiens cathares ainsi que les croisades baltes des chevaliers teutoniques et de leurs ordres alliés, ne se servent plus du terme « Sarrasin ».
- 748 : fils de Pépin le Bref, naissance de Charlemagne (entre 742 et 748).
- 768 : il est roi des Francs à partir de 768,
- 774 Charlemagne, couronné roi des Lombards,
- 795 : établissement de la marche d’Espagne sur laquelle s’appuie Louis, roi d’Aquitaine et fils de Charlemagne, pour s’emparer de Barcelone en 801.
- 799 : expédition victorieuse des troupes de Charlemagne pour récupérer les Baléares prises l’année précédente par les Sarrasins ; cette victoire demeure sans lendemain, les Francs ne pouvant se maintenir dans ces îles.
- 806 : les Sarrasins s’étant emparé de la petite île de Pantelleria, et ayant vendu comme esclaves les moines qui y résidaient, Charlemagne les fait racheter.
- 806 : le fils de Charlemagne, Pépin, chasse les Sarrasins de la Corse qui retombe dès l’année suivante en leur domination.
- 807 : Charlemagne envoie en Corse le connétable Burchard pour y déloger les Sarrasins ; mais la victoire est là aussi éphémère.
- 808 : le pape Léon III parlant des mesures prises contre les Sarrasins en Italie, demande à Charlemagne de s’occuper de la défense de la Corse et de la Sardaigne.
- 810 : Haroun-al-Raschid dépêche une ambassade à Charlemagne.
- 812 : les Sarrasins d’Afrique, malgré une flotte grecque renforcée par des bateaux de Gaète et d’Amalfi, pillent les îles de Lampédouze, Ponza et Ischia. Charlemagne envoie des renforts commandés par son cousin Wala au pape Léon III.
- 812 : Charlemagne signe un traité avec El-Hakem l’Espagnol ; cette tentative n’a pas de suite.
- 813 : une terrible tempête qui détruit une flotte sarrasine de cent navires, ralentit quelque peu les razzias des Arabes d’Espagne qui toutefois pillent peu après, Civita Vecchia, Nice, la Sardaigne et la Corse d’où ils ramènent des captifs.

## Les invasions sarrasines (830-990)
Les États carolingiens, trop étendus, ne peuvent résister à la fois aux raids normands et aux raids sarrasins.
- 838 : Raid sur Marseille ; la population est massacrée ou mise en esclavage ; la ville fut reprise en 842.
- 842 : Raid sur Arles dans le cadre de razzias, repris en 850.
- 869 : Installation d'une base en Camargue afin d'effectuer des razzias et mettre la population en esclavage.
- 890 : Fondation de leur place forte la plus importante le Fraxinet, à Garde-Freinet (Var) qu'ils tiendront jusqu'en 973.
- 906 : Les abbayes bénédictines des vallées orientales des Alpes sont ravagées : Novalaise, Borgo San Dalmazzo.
- 940 : Remontant la vallée du Rhône depuis la Méditerranée, ils vont très au nord. Ils pillent l'Abbaye territoriale de Saint-Maurice d'Agaune et l'occupent.
- 972 : Capture de saint Maïeul de Cluny, pris en otage en juillet sur la route du Grand-Saint-Bernard à Orsières, au château du Châtelard[13]. D'autres historiens pensent que l'enlèvement a eu lieu à Orcières dans l'actuel département des Hautes-Alpes[14].
- 973 : bataille de Tourtour. Les moines bénédictins mobilisent les énergies. Le comte Guillaume de Provence, appelé par la suite le Libérateur, lève l'ost. De nombreux guerriers de Provence, mais aussi du Bas-Dauphiné et de Nice forment son armée.
- 974 : Ils sont expulsés du Royaume d'Arles par un soulèvement populaire.
- 983 : Guillaume de Provence prend La Garde-Freinet.
- 990 : Fin de la présence sarrasine en Provence.

Néanmoins, jusqu'au XIIIe siècle, à partir de la Côte des Barbaresques, les raids se poursuivent contre des populations locales qui sont enlevées pour être réduites en esclavage (Lérins en 1003, 1047, 1107 et 1197 ; Toulon 1178, 1197).